# Tour of Mediterrennean 2018
Il Tour of Mediterrennean 2018, prima edizione della corsa, valida come prova dell'UCI Europe Tour 2018 categoria 2.2, si svolse in tre tappe dal 2 al 4 marzo 2018 su un percorso di complessivi 434 km, con partenza da Antiochia e arrivo a Mersin, in Turchia. La vittoria fu appannaggio del turco Onur Balkan, il quale completò il percorso in di 10h07'36", precedendo il connazionale Batuhan Özgür e l'ucraino Maksim Sukhov.
Sul traguardo di Mersin 104 ciclisti, dei 118 partiti da Antiochia, portarono a termine la competizione.

## Tappe
| Tappa  | Data    | Percorso          | km  | Vincitore di tappa | Leader cl. generale |
| ------ | ------- | ----------------- | --- | ------------------ | ------------------- |
| 1ª     | 2 marzo | Antiochia > Adana | 196 | Timur Maleev       | Timur Maleev        |
| 2ª     | 3 marzo | Adana > Mersin    | 122 | Onur Balkan        | Timur Maleev        |
| 3ª     | 4 marzo | Mersin > Mersin   | 116 | Onur Balkan        | Onur Balkan         |
| Totale | Totale  | Totale            | 434 |                    |                     |

## Squadre partecipanti
| N.    | Cod. | Squadra                      |
| ----- | ---- | ---------------------------- |
| 1-5   |      | Dynamo Palmira               |
| 11-17 | BCP  | Synergy Baku Cycling Project |
| 21-27 | LCT  | Lviv Cycling Team            |
| 31-37 | GTT  | Gun Ay Tabriz                |
| 41-47 | TSE  | Astana City                  |
| 51-57 | VAM  | Vino-Astana Motors           |
| 61-67 | MCC  | Minsk Cycling Club           |
| 71-77 |      | Marathon Tula CT             |
| 81-87 | EST  | Selezione estone             |

| N.      | Cod. | Squadra               |
| ------- | ---- | --------------------- |
| 91-97   | TSC  | Team Sapura Cycling   |
| 101-106 |      | Eritel CC             |
| 111-115 |      | Almaty Bro Team       |
| 121-127 | APL  | Apple Team            |
| 131-137 | TRK  | Torku Şekerspor       |
| 141-147 |      | Kocaeli Brisaspor     |
| 151-157 |      | Salcano Kapadokya BSK |
| 161-167 |      | Yesil Pedal CT        |
| 171-175 |      | Salcano Sakarya       |

## Dettagli delle tappe

### 1ª tappa
- 2 marzo: Antiochia > Adana - 196 km

Risultati
| Pos. | Corridore     | Squadra        | Tempo    |
| ---- | ------------- | -------------- | -------- |
| 1    | Timur Maleev  | Lviv Cycling   | 4h51'26" |
| 2    | Siarhei Papok | Minsk Cycling  | s.t.     |
| 3    | Dylan Page    | Sapura Cycling | s.t.     |

| Pos. | Corridore     | Squadra        | Tempo    |
| ---- | ------------- | -------------- | -------- |
| 1    | Timur Maleev  | Lviv Cycling   | 4h51'16" |
| 2    | Siarhei Papok | Minsk Cycling  | a 4"     |
| 3    | Dylan Page    | Sapura Cycling | a 6"     |

### 2ª tappa
- 3 marzo: Adana > Mersin - 122 km

Risultati
| Pos. | Corridore         | Squadra         | Tempo    |
| ---- | ----------------- | --------------- | -------- |
| 1    | Onur Balkan       | Torku Şekerspor | 2h43'32" |
| 2    | Batuhan Özgür     | Torku Şekerspor | s.t.     |
| 3    | Yunus Emre Yılmaz |                 | s.t.     |

| Pos. | Corridore     | Squadra         | Tempo    |
| ---- | ------------- | --------------- | -------- |
| 1    | Timur Maleev  | Lviv Cycling    | 7h34'48" |
| 2    | Onur Balkan   | Torku Şekerspor | s.t.     |
| 3    | Siarhei Papok | Minsk Cycling   | a 4"     |

### 3ª tappa
- 4 marzo: Mersin > Mersin - 116 km

Risultati
| Pos. | Corridore     | Squadra         | Tempo    |
| ---- | ------------- | --------------- | -------- |
| 1    | Onur Balkan   | Torku Şekerspor | 2h32'58" |
| 2    | Batuhan Özgür | Torku Şekerspor | s.t.     |
| 3    | Maksim Sukhov |                 | s.t.     |

| Pos. | Corridore     | Squadra         | Tempo     |
| ---- | ------------- | --------------- | --------- |
| 1    | Onur Balkan   | Torku Şekerspor | 10h07'36" |
| 2    | Batuhan Özgür | Torku Şekerspor | a 8"      |
| 3    | Timur Maleev  | Lviv Cycling    | a 12"     |

## Evoluzione delle classifiche
| Tappa              | Vincitore | Classifica generale Maglia magenta | Classifica a punti Maglia gialla | Classifica della montagna Maglia arancione | Classifica dei giovani Maglia verde | Classifica a squadre |
| ------------------ | --------- | ---------------------------------- | -------------------------------- | ------------------------------------------ | ----------------------------------- | -------------------- |
| 1ª                 |           |                                    |                                  |                                            |                                     |                      |
| 2ª                 |           |                                    |                                  |                                            |                                     |                      |
| 3ª                 |           |                                    |                                  |                                            |                                     |                      |
| Classifiche finali |           |                                    |                                  |                                            |                                     |                      |

## Classifiche finali

### Classifica generale
| Pos. | Corridore         | Squadra      | Tempo     |
| ---- | ----------------- | ------------ | --------- |
| 1    | Onur Balkan       | Torku        | 10h07'36" |
| 2    | Batuhan Özgür     | Torku        | a 8"      |
| 3    | Timur Maleev      | Lviv Cycling | a 12"     |
| 4    | Siarhei Papok     | Minsk Cycl.  | a 14"     |
| 5    | Dylan Page        | Sapura       | a 16"     |
| 6    | Yunus Emre Yılmaz |              | a 18"     |
| 7    | Norman Vahtra     |              | a 20"     |
| 8    | Vadim Galeyev     | Apple Team   | s.t.      |
| 9    | Samir Jabrayilov  | Syn. Baku    | s.t.      |
| 10   | Mikiel Habtom     |              | s.t.      |

### Classifica a punti
| Pos. | Corridore     | Squadra     | Punti |
| ---- | ------------- | ----------- | ----- |
| 1    | Batuhan Özgür | Torku       | 41    |
| 2    | Siarhei Papok | Minsk Cycl. | 38    |
| 3    | Onur Balkan   | Torku       | 30    |
| 4    | Dylan Page    | Sapura      | 27    |
| 5    | Norman Vahtra |             | 26    |